# Folkeskolens afgangseksamen
Folkeskolens afgangseksamen (indtil 2019 Folkeskolens afgangsprøve) er den danske folkeskoles afsluttende eksamen. I 9. klasse skal alle elever til afgangsprøve i maj og juni.
Navnet blev ændret fra "afgangsprøve" til "afgangseksamen" i forbindelse med en gymnasiereform, der blev vedtaget i 2016, og som skærpede adgangskravene til de gymnasiale uddannelser. Navneændringen skete for at markere, at der var tale om en stopprøve for nogle elever, hvor deres resultater kunne være afgørende for deres muligheder for at blive optaget på en gymnasieuddannelse. Navneskiftet trådte dog først i kraft i 2019.

## Prøver i niende klasse
Fra og med skoleåret 2016/17 skal skolerne afholde de nedenstående prøver:

### Bundne prøver
- Dansk, retskrivning – 1 time
- Dansk, læsning – ½ time
- Dansk, skriftlig fremstilling – 3½ time
- Dansk, mundtlig – 20-25 min. afhængigt af prøveform
- Matematik uden hjælpemidler – 1 time
- Matematik med hjælpemidler – 3 timer
- Den fælles prøve (naturfaglige) i fysik/kemi, biologi og geografi – 2 timer
- Engelsk, mundtlig -- 20 minutter

### Udtræksprøver
Hver klasse skal op i én prøve fra den humanistiske udtrækspulje og én prøve fra den naturfaglige udtrækspulje. Ministeriet "trækker" prøverne for klasserne, og eleverne får udfaldet at vide fem skoledage før de første (skriftlige) prøver.

#### Humanistiske udtrækspulje
- Engelsk, skriftlig – 3 timer
- Tysk/fransk, skriftlig – 3 timer
- Tysk/fransk, mundtlig – 20 min.
- Medborgerskab (Historie, Samfundsfag, Kristendomskundskab) praktisk/mundtlig – 25-55 min. afhængigt af gruppestørrelse

#### Naturfaglige udtrækspulje
- Fysik/kemi, skriftlig – 1 time
- Biologi, skriftlig – 1 time
- Geografi, skriftlig – 1 time
- Matematik, mundtlig – 2 timer
- Idræt, praktisk/mundtlig – 35-65 min. afhængigt af gruppestørrelse

## Praktiske pulje
Hvis en elev tidligere har modtaget undervisning i håndarbejde, sløjd, hjemkundskab, tysk eller fransk som valgfag kan eleven vælge at gå til en frivillig afgangsprøve i disse fag.